# Big Dutchman
Big Dutchman AG entwickelt und vertreibt Fütterungsanlagen und Stalleinrichtungen für die Haltung von Geflügel und Schweinen. Das Unternehmen beschäftigt weltweit rund 3.500 Mitarbeiter und ist in mehr als 100 Ländern vertreten. Der Firmensitz befindet sich im Vechtaer Stadtteil Calveslage in Niedersachsen.

## Geschichte
Die Brüder Richard und Jack DeWitt, Söhne niederländischer Einwanderer in die Vereinigten Staaten, erfanden 1938 eine ausgefeilte Apparatur für die automatische Fütterung in ihren eigenen Geflügelbetrieben. Mit dem neuen Gerät wurde das Futter auf einer Kette automatisch zu den Tieren transportiert. Dies war die erste Fütterungsanlage der Welt.
1958 wurde eine Handelsvertretung für Deutschland in Calveslage im Oldenburger Münsterland gegründet. Die Zentrale des Unternehmens wurde im Jahr 1985 vollständig von Holland (Michigan) nach Calveslage verlagert, wo sich seitdem der Hauptsitz von Big Dutchman befindet. Dieser Schritt erfolgte im Zuge der 1985 erfolgten Übernahme des Unternehmens durch Josef Meerpohl, vormals Big Dutchman-Handelsvertreter für Norddeutschland.

## Produkte & Umsatz
Neben Fütterungsanlagen und Stalleinrichtungen gehören auch Software, Klima- und Beleuchtungssysteme sowie Lösungen zur Abluftreinigung und Reststoffverwertung zum Produktangebot. Das Unternehmen bietet weiterhin Dienstleistungen beim Aufbau von kleinen Landwirtschaftsbetrieben bis zur Erstellung vollintegrierter Farmen.
95 Prozent des Umsatzes werden mit Kunden im Ausland erwirtschaftet (Stand: 2021/22).

## Standorte
Das Unternehmen ist mit eigenen Standorten und Agenturen in über 100 Ländern vertreten. Zu den internationalen Tochtergesellschaften gehören:
- Big Dutchman Inc. (Holland (Michigan), USA)
- Big Dutchman Brasil Ltda. (Araraquara, Brasilien)
- BD Agriculture (Malaysia) Sdn Bhd (Shah Alam, Malaysia)
- Big Dutchman Kaluga (Kaluga, Russland)
- Big Dutchman South Africa Pty. Ltd.  (Edenvale, Südafrika)
- Big Dutchman Tianjin Livestock Equipment Co.,Ltd  (Tianjin, China)
- Big Dutchman Turkiye (BD AGRICULTURE TARIM - MAK. KAFES DIŞ TİCARET LTD. ŞTİ.)

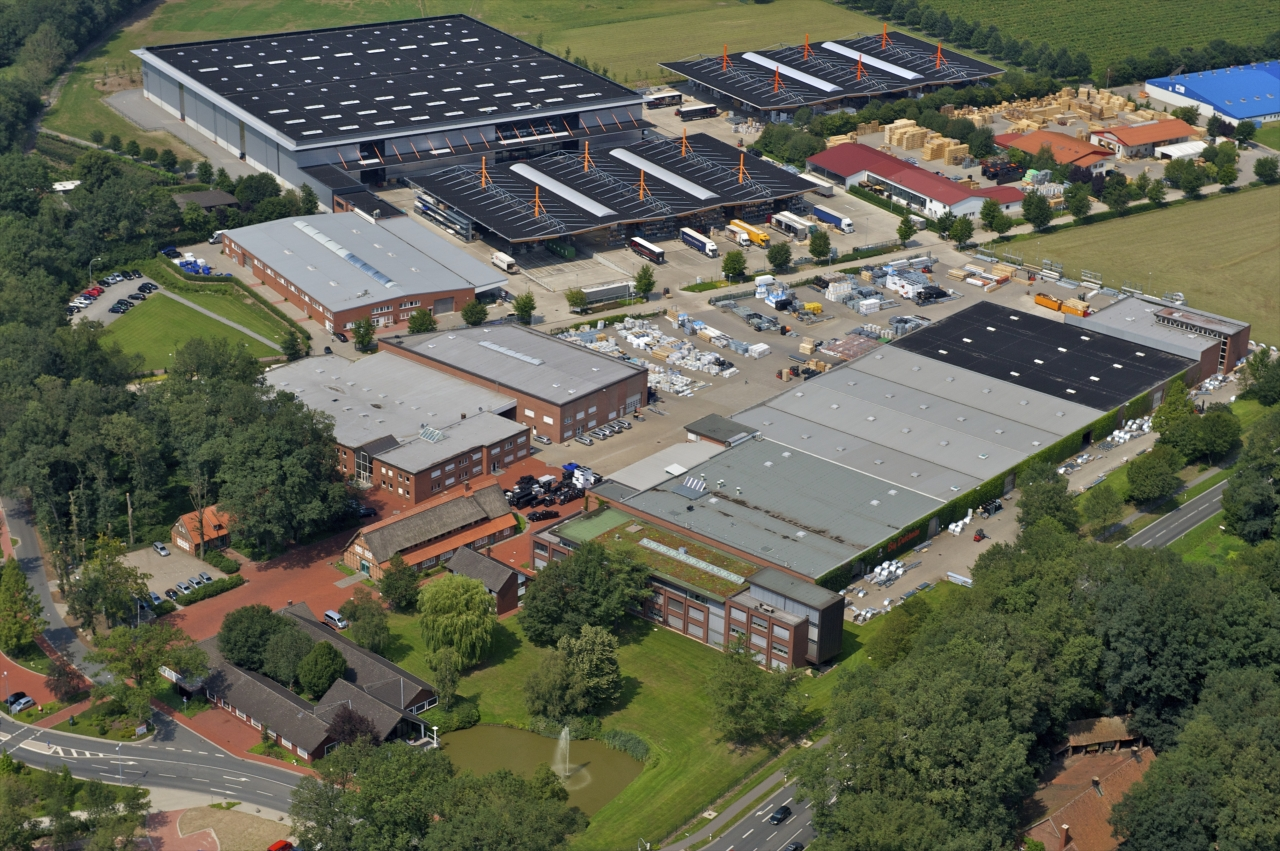
Deutschland
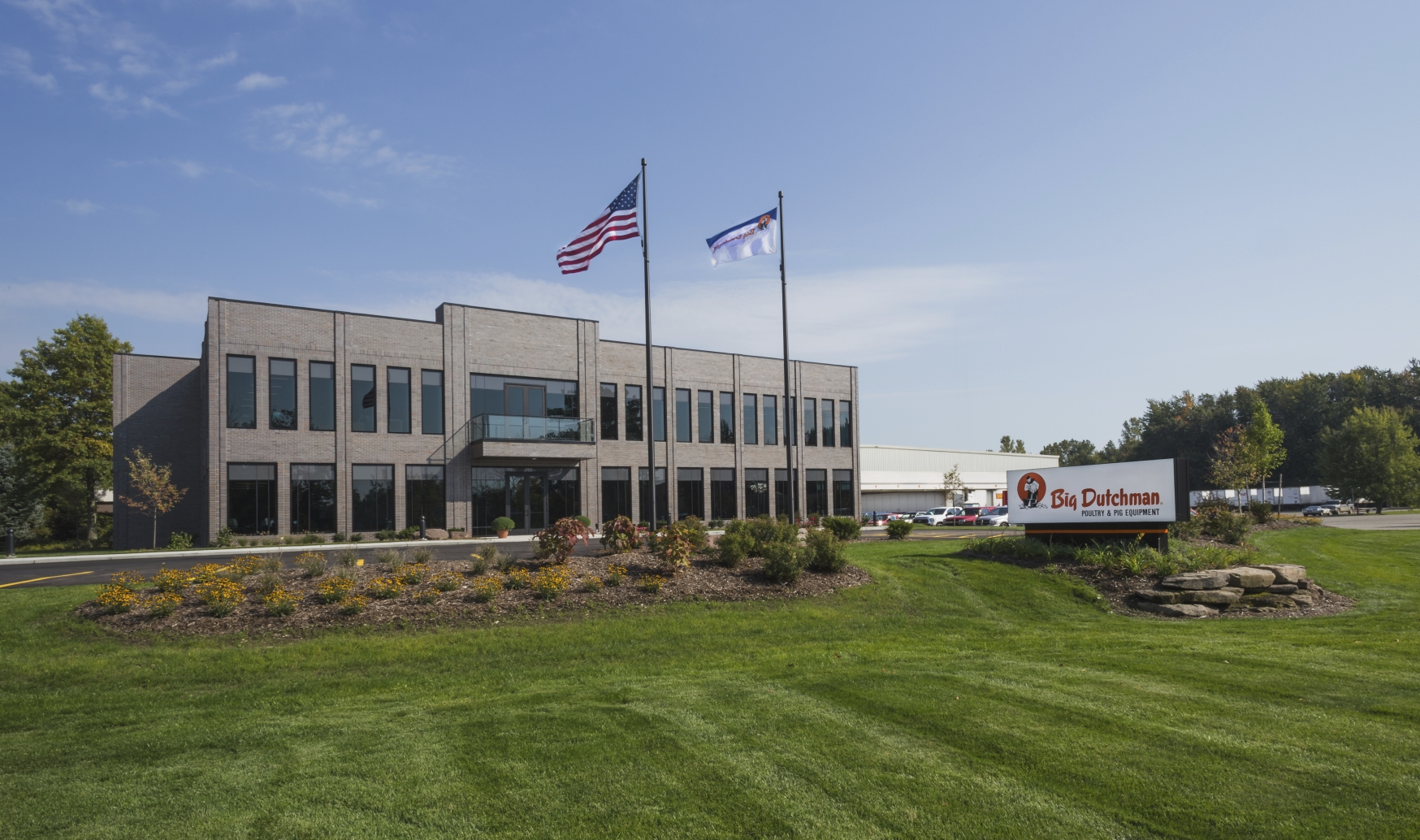
USA
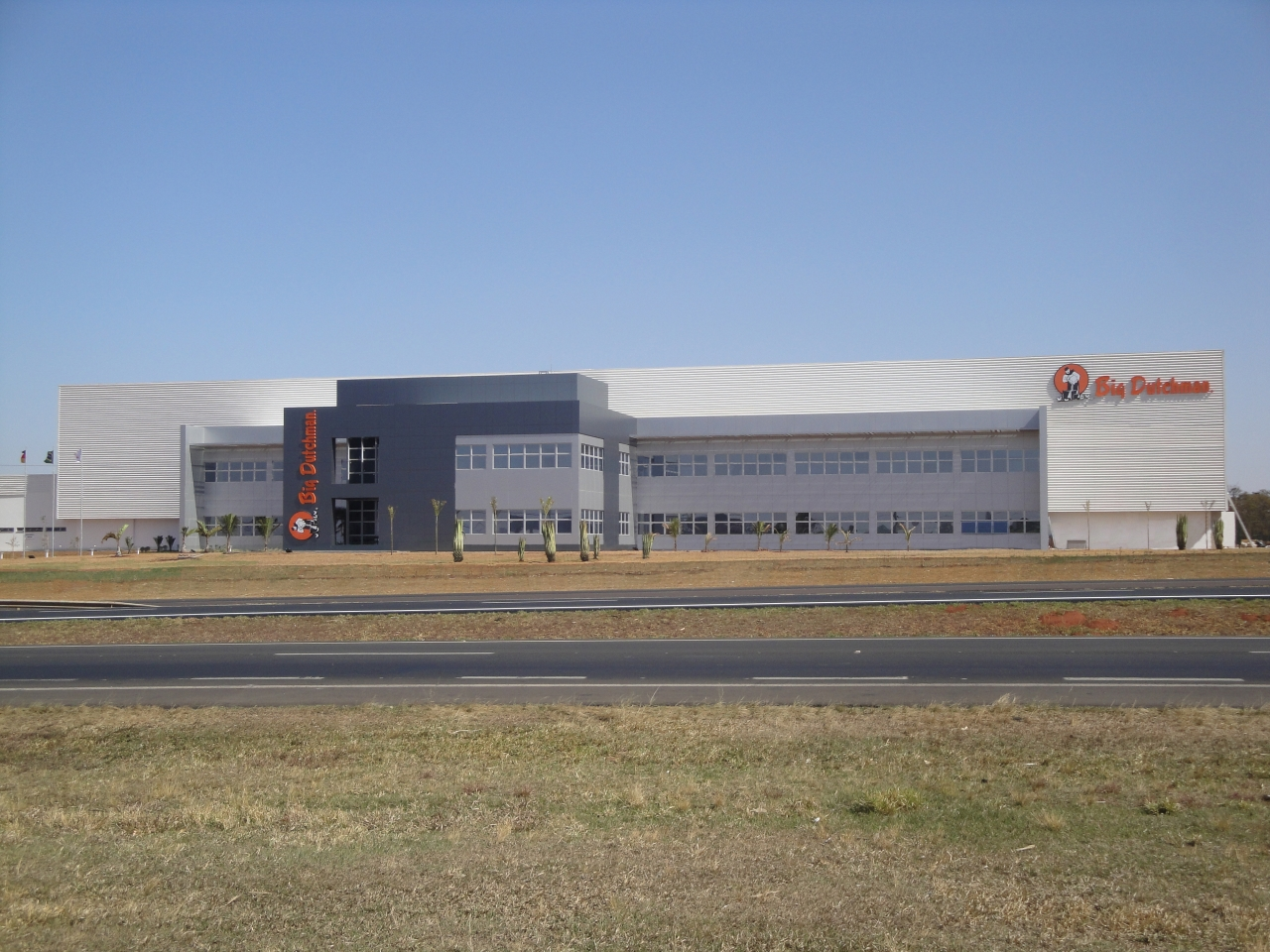
Brasilien
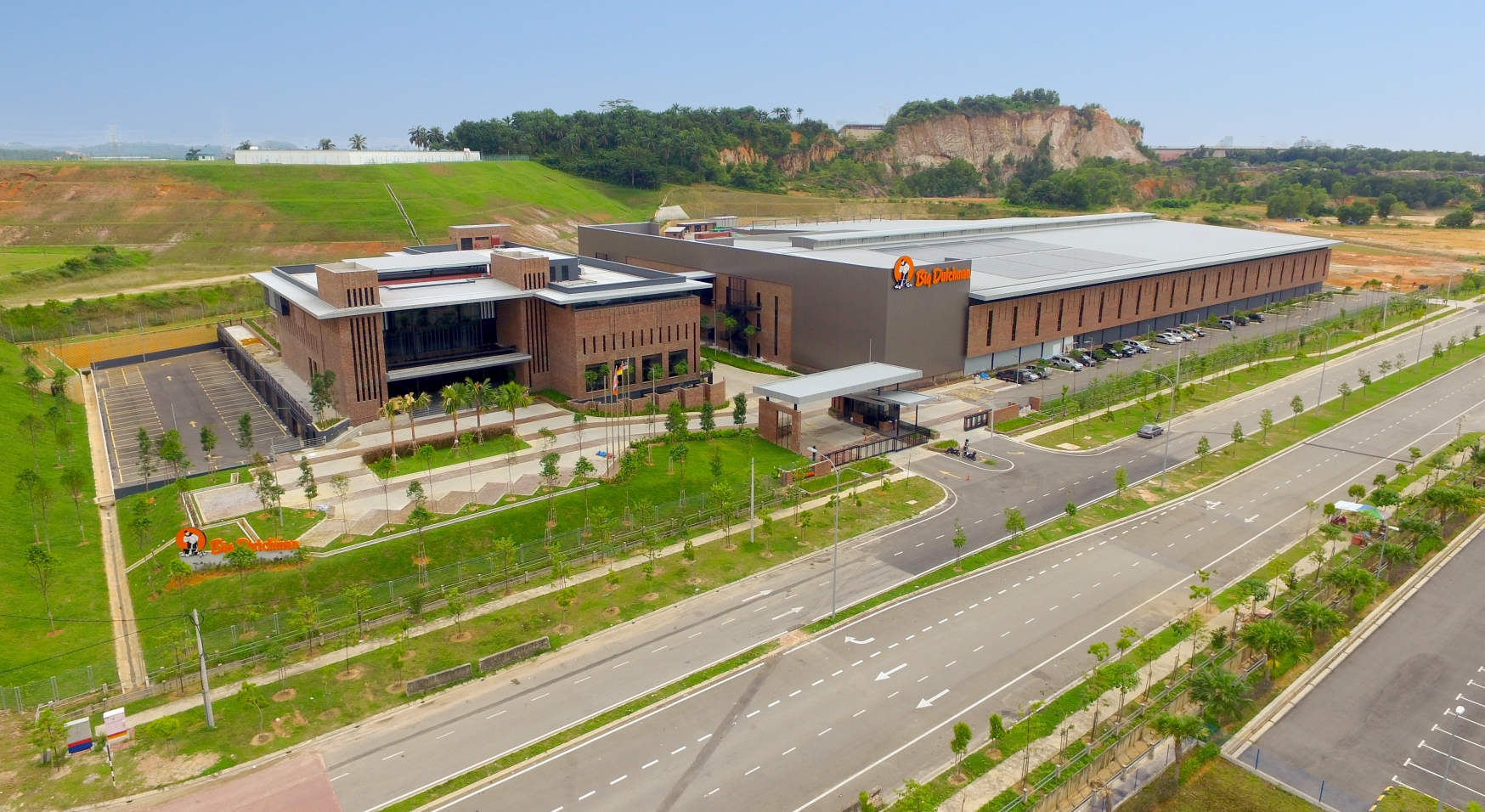
Malaysia
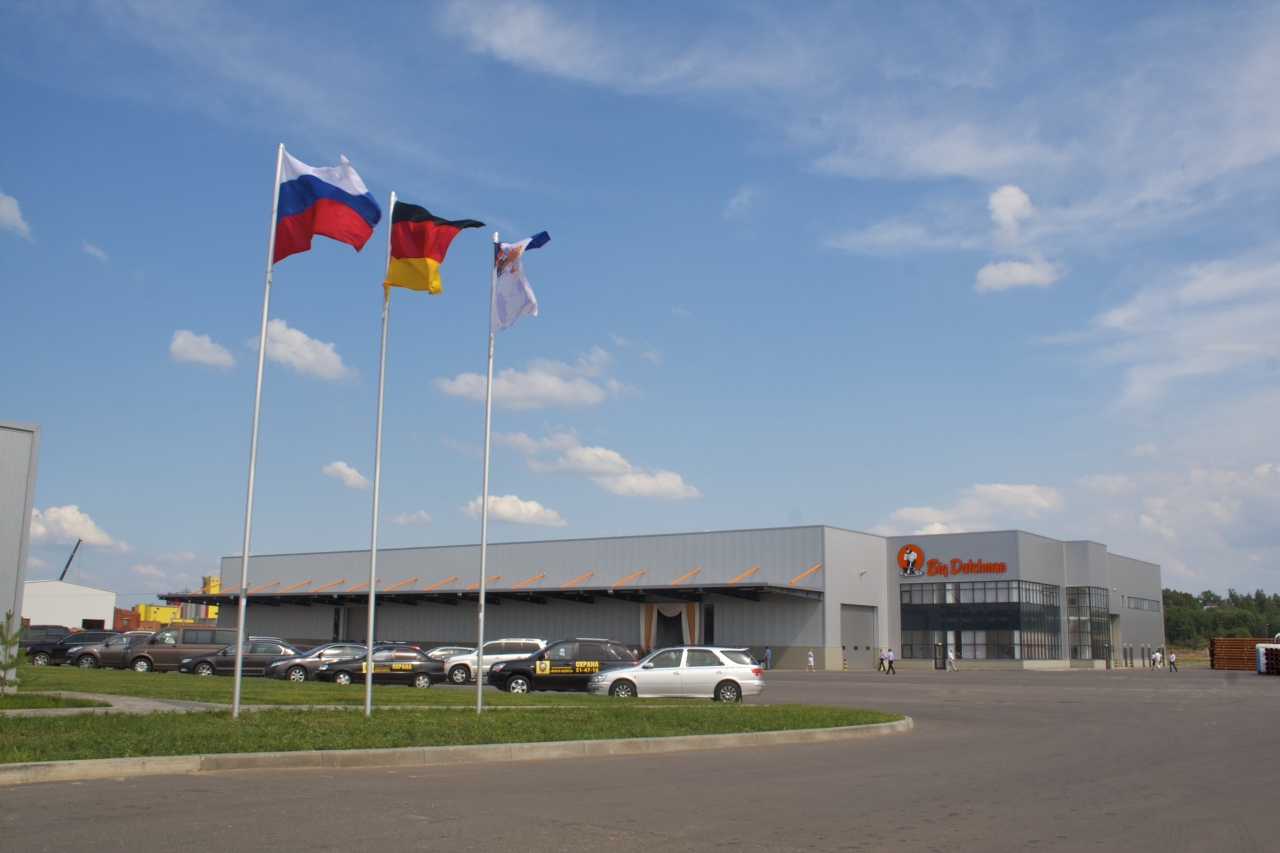
Russland
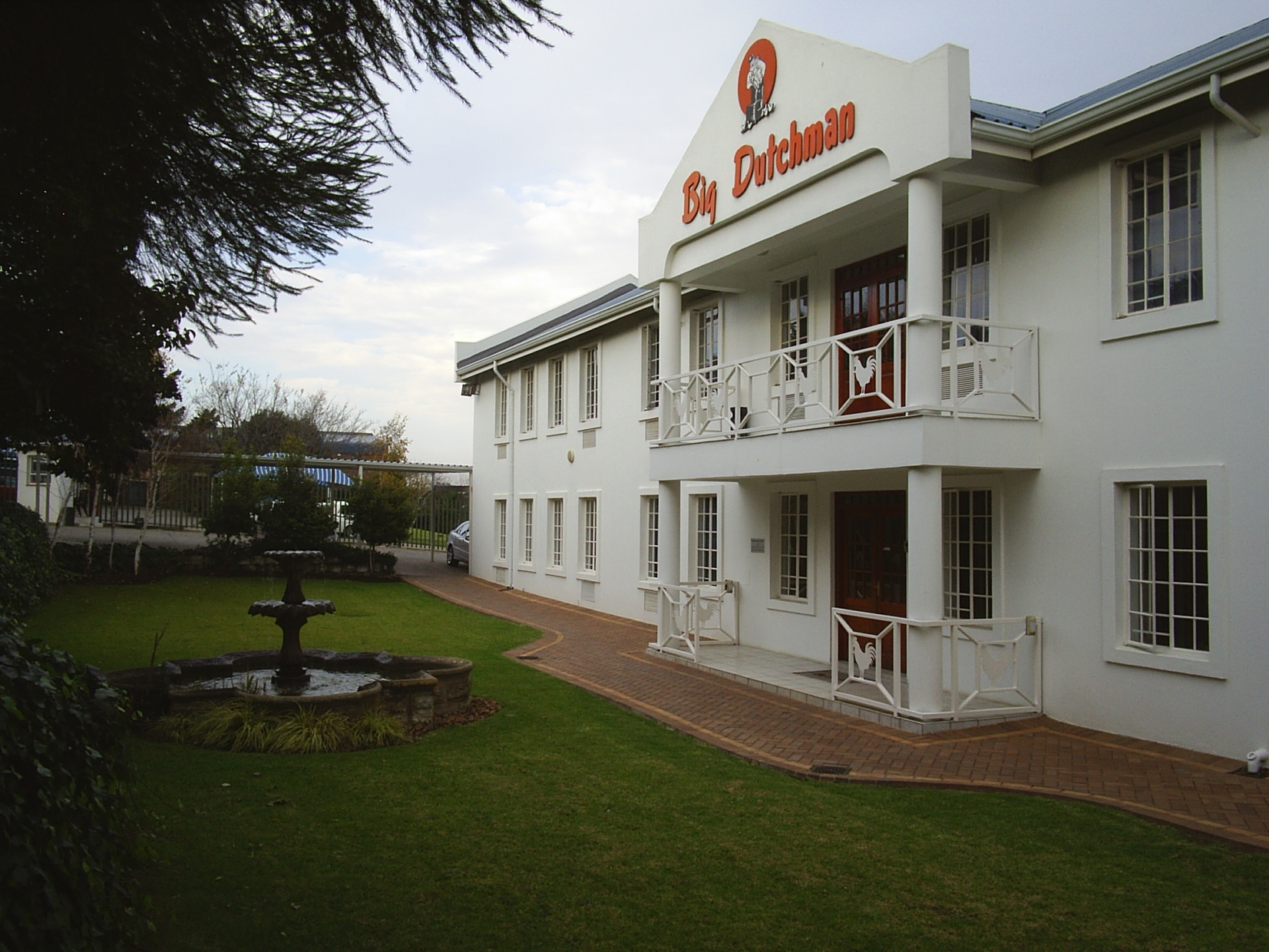
Südafrika
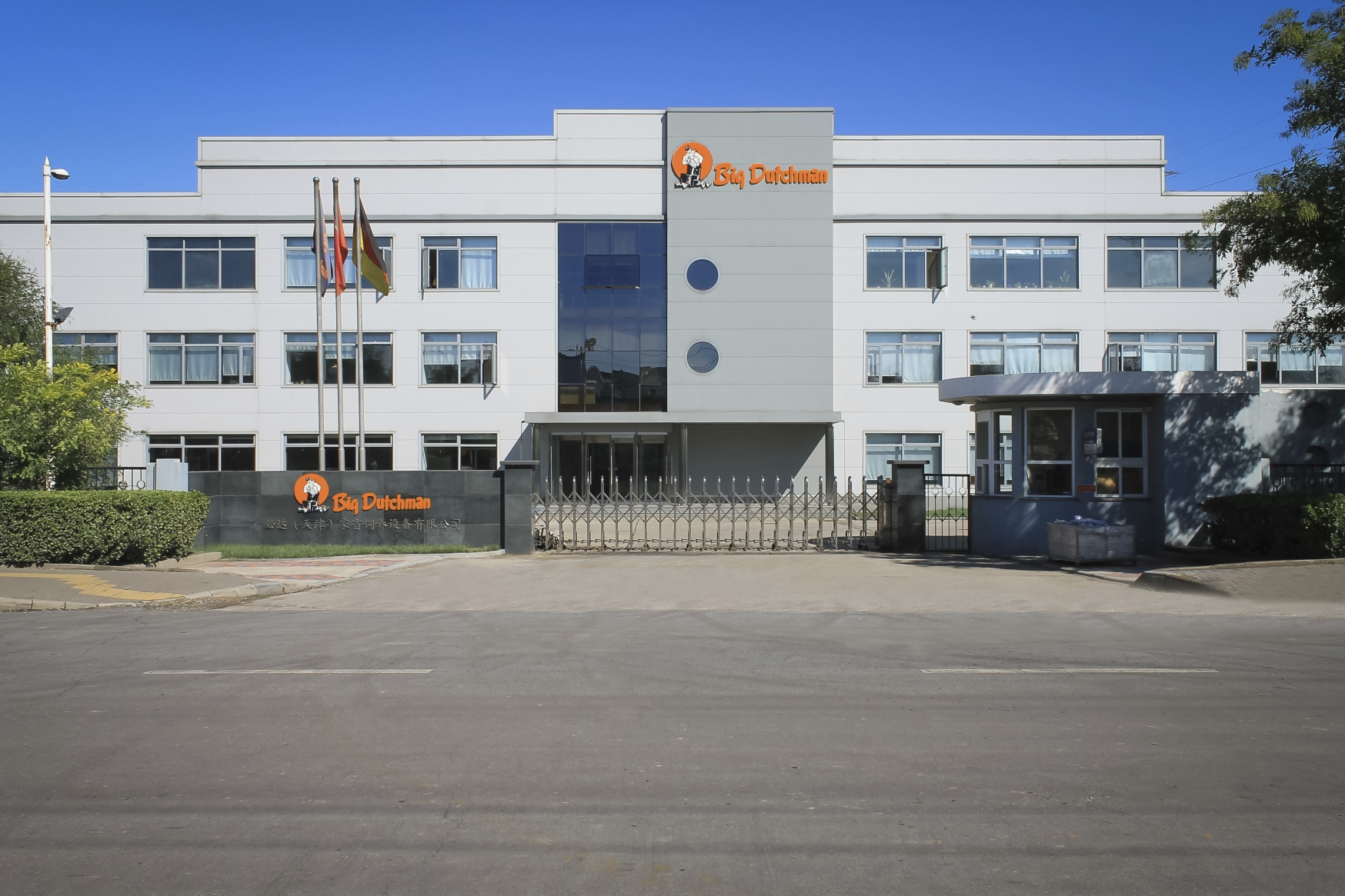
China